# Olivier Weber
Olivier Weber (ur. 12 czerwca 1958) – francuski pisarz i dziennikarz. Za dokonania dziennikarskie otrzymał w 1992 roku Prix Albert Londres.
Powieści i zbiory reportaży Oliviera Webera są tłumaczone i wydawane na całym świecie.

## Twórczość
- Frontières (Paulsen, 2016)
- L'Enchantement du monde (Flammarion, 2015)
- La Confession de Massoud (Flammarion, 2013)
- Les Impunis (Robert Laffont, 2013)
- Conrad (Arthaud-Flammarion, 2011)
- Le Barbaresque (Flammarion, 2011)
- J'aurai de l'or (Robert Laffont, 2008)
- Le Tibet est-il une cause perdue?, Larousse, 2008
- La mort blanche (Albin Michel, 2007)
- Sur les routes de la soie (con Reza, Hoëbeke, 2007
- Kessel, le nomade éternel (Arthaud, 2006)
- La bataille des anges (Albin Michel, 2006)
- Le grand festin de l’Orient (Robert Laffont, 2004)
- Routes de la soie (Mille et une nuits, 2004 - essai, avec Samuel Douette)
- Je suis de nulle part : sur les traces d’Ella Maillart, Éditions Payot, 2003
- Humanitaires (Le Félin, 2002)
- La mémoire assassinée (Mille et Une Nuits, 2001)
- Le faucon afghan : un voyage au pays des talibans (Robert Laffont, 2001)
- On ne se tue pas pour une femme (Plon, 2000)
- Les enfants esclaves (Mille et une nuits, 1999)
- Lucien Bodard, un aventurier dans le siècle (Plon, 1997)
- La route de la drogue (Arléa, 1996 - réédité sous le nom de Chasseurs de dragons : voyage en Opiomie (Payot), 2000)
- French doctors : L’épopée des hommes et des femmes qui ont inventé la médecine humanitaire (Robert Laffont, 1995)
- Voyage au pays de toutes les Russies (Éditions Quai Voltaire, 1992)

## Nagrody literackie
- Prix Lazareff 1991
- Prix Albert Londres 1992
- Prix spécial des correspondants de guerre Ouest-France 1997
- Deuxième prix des correspondants de guerre 1997
- Prix Joseph Kessel 1998
- Prix Mumm 1999
- Prix de l’aventure 1999
- Lauréat de la Fondation Journaliste demain
- Prix du Festival international des programmes audiovisuels 2001
- Laurier de l'audiovisuel 2001
- Prix Louis Pauwels 2002
- Prix spécial du Festival international de grand reportage d'actualités 2003
- Prix du Public du Festival international de grand reportage d'actualités 2003
- Prix Cabourg 2004
- Prix de l'Académie de Vichy 2005
- Lauréat de la Bourse "Écrivains Stendhal" du ministère des Affaires étrangères 2001 et 2005
- Trophée de l'Aventure pour le film La Fièvre de l'or, adapté de son livre J'aurai de l'or sur l'Amazonie 2008
- Chevalier de la Légion d'honneur en 2009
- Prix Terra Festival 2010